# 馬歇琳娜·奇亞拉
馬歇琳娜·奇亞拉（1979年11月9日—）是一名安哥拉手球運動員，曾代表國家參加2012年倫敦奧運的女子手球比賽，並未獲得獎牌。